# مؤتمر جامو وكشمير الوطني
مؤتمر جامو وكشمير الوطني هو حزب سياسي في الولاية الهندية جامو وكشمير، تم تأسيسه باسم مؤتمر جميع مسلمي جامو وكشمير بواسطة شيخ محمد عبد الله وتشودري غلام عباس عام 1932 في ولاية جامو وكشمير الأميرية، وقد أعادت المنظمة تسمية نفسها باسم «مؤتمر جامو وكشمير الوطني» في عام 1939 من أجل تمثيل جميع الكشميريين، ودعمت انضمام ولاية جامو وكشمير الأميرية إلى الهند في عام 1947. بينما انفصل فصبل من الحزب بقيادة تشودري غلام عباس في عام 1941 ليظل على نفس مبادئ الحزب الأولى تحت اسم مؤتمر جميع مسلمي جامو وكشمير.
منذ عام 1947 ظل حزب المؤتمر الوطني يحكم ولاية جامو وكشمير بشكل أو بآخر حتى عام 2002، ومرة أخرى بين 2009-2015. وتم التوصل إلى الحكم الذاتي للولاية بموجب المادة 370 من الدستور الهندي (والتي تم إلغائها في 2019)، وتم صياغة دستور منفصل لجامو وكشمير في عام 1957. قاد الحزب بعد وفاة شيخ عبد الله نجله فاروق عبد الله (1981-2002 ، 2009 - الآن) والحفيد عمر عبد الله (2002-2009).

## رؤساء الحكومات والوزراء من الحزب
وزير جامو وكشمير
- شيخ محمد عبد الله (5 مارس 1948 - 9 أغسطس 1953).
- بكشي غلام محمد (9 أغسطس 1953 - 12 أكتوبر 1963).
- خواجة شمس الدين (12 أكتوبر 1963 - 29 فبراير 1964).

رئيس وزراء جامو وكشمير
- شيخ محمد عبد الله (25 فبراير 1975 - 26 مارس 1977) و(9 يوليو 1977 - 8 سبتمبر 1982)
- فاروق عبد الله (8 سبتمبر 1982 - 2 يوليو 1984) و(7 نوفمبر 1986 - 19 يناير 1990) و(9 أكتوبر 1996 - 18 أكتوبر 2002)
- عمر عبد الله (5 يناير 2009 - 8 يناير 2015).

## وصلات خارجية
- موقع حزب مؤتمر جامو وكشمير الوطني